# Spominski znak Presika
Spominski znak Presika je spominski znak Slovenske vojske, ki je podeljen veteranom TO RS za zasluge pri spopadu za Presiko med slovensko osamosvojitveno vojno.

## Nosilci
- seznam nosilcev spominskega znaka Presika